# Stadion Donawitz
Het Stadion Donawitz is een multifunctioneel stadion in Leoben, een stad in Oostenrijk. 
Het stadion wordt vooral gebruikt voor voetbalwedstrijden, de voetbalclub DSV Leoben maakt gebruik van dit stadion. In het stadion is plaats voor 6.000 toeschouwers. Het stadion werd geopend in 2000.
Allianz Stadion (Rapid Wien) ·
CASHPOINT Arena (SCR Altach) ·
Generali Arena (Austria Wien) · 
Hofmann Personal Stadion (Blau-Weiß Linz) ·
Lavanttal-Arena (Wolfsberger AC) ·
Merkur Arena (Sturm Graz) ·
Profertil Arena (TSV Hartberg) · 
Raiffeisen Arena (LASK) ·
Reichshofstadion (Austria Lustenau) ·
Red Bull Arena (Red Bull Salzburg) ·
Tivoli Stadion Tirol (WSG Tirol) ·
Wörtherseestadion (Austria Klagenfurt)
Ernst Happelstadion (Oostenrijks nationaal team) ·
Stadion Donawitz (DSV Leoben) ·  
Franz Feketestadion (Kapfenberger SV) ·
Josko Arena (SV Ried) ·
ImmoAgenturstadion (Schwarz-Weiß Bregenz) ·
Merkur Arena (Grazer AK) ·
Motion invest Arena (Admira Wacker) ·
NV Arena (SKN Sankt Pölten) ·
Raiffeisen Arena (FC Juniors OÖ) ·
Vorwärts-Stadion (Vorwärts Steyr) · 
Gerhard Hanappistadion (Rapid Wien) ·
Lehenstadion (Austria Salzburg)